# Sybra praeusta
Sybra praeusta là một loài bọ cánh cứng trong họ Cerambycidae.